# Haus Stapel

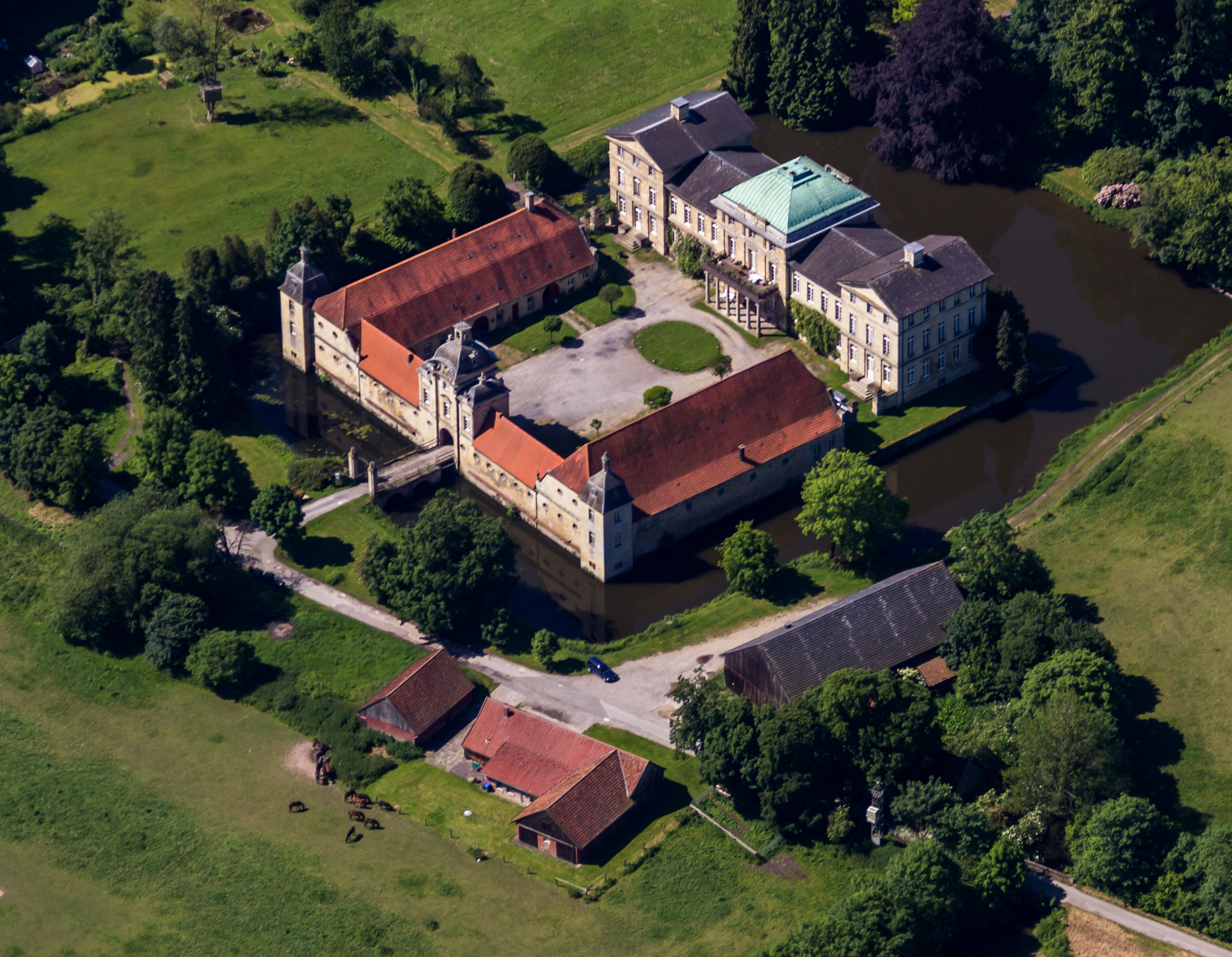
Haus Stapel

Haus Stapel bei Havixbeck, Nordrhein-Westfalen, ist eines der größten Wasserschlösser Westfalens. Das 1827 fertiggestellte Haupthaus wurde im Stil des Klassizismus durch Ernst Konstantin von Droste zu Hülshoff errichtet, die ältere Vorburg stammt aus barocker Zeit, die Anlage war jahrhundertelang Sitz der Erbmännerfamilie von Kerckerinck.

## Der Name Stapel
Seit dem frühen Mittelalter existierten bei Haus Stapel umfangreiche Stauanlagen, von denen sich tiefe und breite Gräben im Schlosspark bis in die heutige Zeit erhalten haben. In diesen Gräben wurde das Wasser der Münsterschen Aa gestaut, um eine große Fischereianlage zu betreiben. So nannten sich die frühesten namentlich bekannten Bewohner der Turmhügelburg von Stave (= Stau), wovon sich auch der heutige Name Stapel ableitet. Im Mittelalter und in der frühen Neuzeit waren zahlreiche Abstinenztage üblich, sodass der Teichwirtschaft große Bedeutung zukam. Ein weiteres Wehr diente zum Betrieb der zum Schloss gehörigen, nur wenige Meter flussabwärts gelegenen Stapler Wassermühle, deren Technik inzwischen zurückgebaut wurde. Das Gebäude ist heute ein Privatmuseum, das vom letzten Müller Heinz Seesing eingerichtet wurde.

## Baugeschichte
Ursprünglich befand sich neben dem Platz des heutigen Wasserschlosses eine Turmhügelburg. Als Adelssitz ist Haus Stapel wohl erst im 16. Jahrhundert an der Stelle eines bereits im 13. Jahrhundert bezeugten, ebenfalls durch eine umgebende Wasseranlage geschützten Vorgängerbaus errichtet worden. Überliefert ist, dass 1587 der damalige Eigentümer, Matthias von Kerckerinck, einen Angriff der – aus den Niederlanden eingedrungenen – Spanier unter Tötung von drei Soldaten abwehren konnte. Nicht verhindern konnte er aber Brandstiftung und Viehraub vor dem Tor.

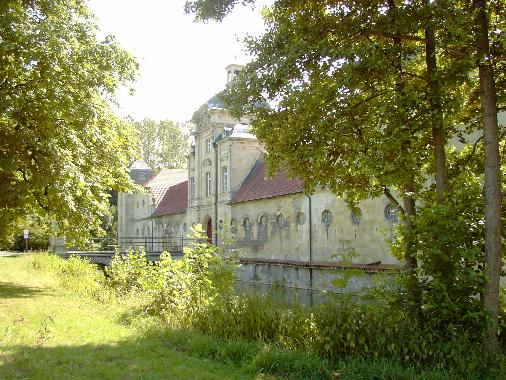
Vorburg

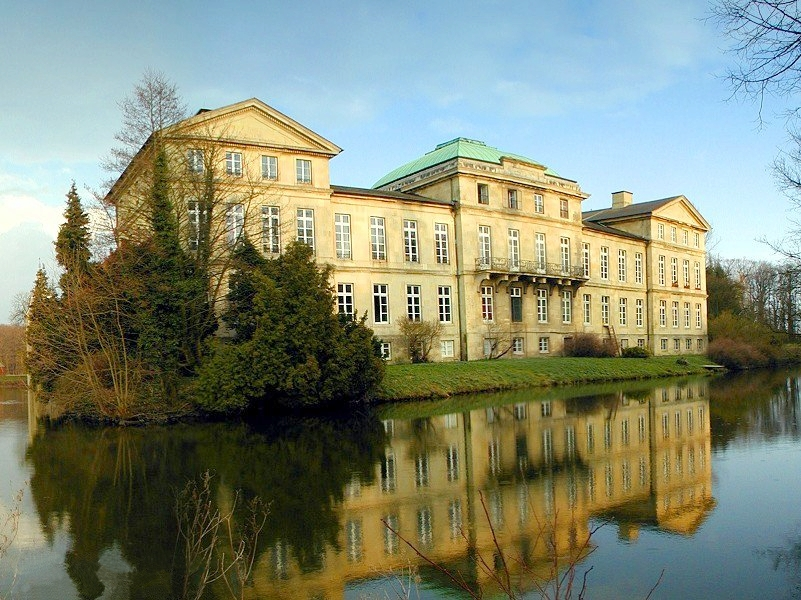
Haupthaus

Die heutigen Gebäude der Vorburg entstanden großteils in den Jahren 1607 und 1608 (die Flankierungstürme und Ökonomiegebäude mit Ausnahme des zentralen Torturms). Sie wurden im Laufe der Zeit den wechselnden landwirtschaftlichen Erfordernissen angepasst. Die Gesamtanlage war so befestigt, dass 1636, im Dreißigjährigen Krieg, der damalige Eigentümer, ein weiterer Matthias von Kerckerinck zu Stapel, mit seinen 30 Mann, einen Angriff der hessischen Truppen von sechzig Reitern und fünfhundert Fußsoldaten zurückschlagen konnte. Der hochbarocke, reich verzierte Torturm wurde dem Gebäudeensemble im Jahr 1719 von Johann Ludwig von Kerckerinck zu Stapel hinzugefügt. Dessen Baumeister lässt sich heute nicht mehr mit Sicherheit ermitteln. Als mögliche Architekten kommen Lambert Friedrich Corfey, Johann Conrad Schlaun, Maximilian von Welsch, Gottfried Laurenz Pictorius sowie dessen Bruder Peter Pictorius der Jüngere in Frage, wobei einiges für den letzteren spricht.
Das heutige Schloss mit 55 Zimmern entstand in den Jahren 1819–1827 nach Plänen des aus Rheine stammenden Baumeisters August Reinking, der im Jahr der Grundsteinlegung im September 1819 verstarb. Die Tiroler Meister Ludwig Falger und Josef Rief stukkierten die Räume des Herrenhauses.
Haus Stapel wurde am 9. August 1989 in die Denkmalliste von Havixbeck eingetragen. Zum Denkmalbestand gehören neben dem Haupthaus und der Vorburg die beiden Brücken zur Straße und zum Garten, die alte Orangerie im Park, ein Fachwerkgebäude links der Zufahrtsstraße, die Grablege im Park mit einem Hochkreuz, ein aufgemauertes Wasserbecken südlich des Herrenhauses, drei Straßenbrücken über Gräftenarme bzw. die Aa, eine Kreuzigungsgruppe an der Zufahrtsstraße, zwei Statuen an der Hauptbrücke (den Heiligen Antonius und einen Mönch darstellend), die Gräftenanlage und der Park, eine Bleichhütte und die Stapels Mühle.
Die Parkanlage wurde im Mai 2019 von der LWL-Denkmalpflege, Landschafts- und Baukultur in Westfalen als Denkmal des Monats in Westfalen-Lippe ausgewählt.

## Besitzergeschichte
1211 wurde das Stapler Gut in einer Urkunde des Klosters Werden erstmals erwähnt. Das Anwesen gehörte stets adeligen Familien. Es wurde in seiner gesamten Geschichte niemals verkauft, sondern gelangte nur über die weibliche Erbfolge in andere Familien. Seit dem 13. Jahrhundert war es im Besitz der im Münsterland weit verbreiteten Erbmänner-Familie von Kerckerinck. Godike von Kerckerinck erwarb Haus Stapel 1467 und starb 1481. Dessen Sohn Bernhard (* 1462; † 1538) war verheiratet mit Margaretha, einer Tochter von Johann IV. Droste zu Hülshoff. Bernhard war auch Bürgermeister von Münster; während der Stiftsfehde fand er Zuflucht bei seiner Tochter und seinem Schwiegersohn auf Burg Hülshoff, die ihn auch teilweise beerbten. Dieser Zweig der Familie nannte sich danach von Kerckerinck zu Stapel und wurde in der ersten Hälfte des 18. Jahrhunderts in den erblichen Reichsfreiherrenstand erhoben.
Rund 100 Jahre später starb diese Familie im Mannesstamme aus. Die Erbtochter Maria Theresia Reichsfreiin von Kerckerinck zu Stapel (1786–1870) heiratete im Jahre 1801 im Alter von 15 Jahren Ernst Konstantin von Droste zu Hülshoff, einen Onkel der Dichterin Annette von Droste-Hülshoff. Aus dieser Ehe gingen 22 Kinder hervor, von denen aber nur rund die Hälfte das Erwachsenenalter erreichte. Für diese große Familie wurde das heutige Schloss erbaut. Die Dichterin soll die Droste-Stapels, weil das Haus aus dem wenig haltbaren Baumberger Kalksandstein erbaut war, „Kalksteins“ genannt haben. Auch sonst äußerte sie sich wenig freundlich über diesen Teil der Familie. Zu ihrem Leidwesen musste die Droste aus familiärer Hilfsbereitschaft den angeblich nur mäßig begabten Cousinen auch noch Privatunterricht erteilen. Keines der ursprünglich 22 Kinder hatte eheliche Nachkommen. Als das letzte dieser Kinder des Schlosserbauers im Jahre 1880 verstarb, vererbte sie Haus Stapel mit Haus Giesking an Klemens Friedrich Freiherr Droste zu Hülshoff, einen nachgeborenen Sohn aus der benachbarten Burg Hülshoff. Er war ein Neffe der vorgenannten Dichterin, vormals Landrat von Büren und ist der Urgroßvater der heutigen Besitzerin.
Dieser bestimmte seinen Sohn Fritz zum Erben, der aber zu Beginn des Ersten Weltkrieges schwer verwundet wurde, nicht heiratete und Anfang der dreißiger Jahre Ermengard (1927–2021) – die Tochter seines Bruders Clemens von Droste zu Hülshoff, Landrat im Kreis Höxter – adoptierte, die ihm nach seinem Tode im Jahre 1936 als Erbin folgte und Hermann Josef Freiherr Raitz von Frentz heiratete. Das Ehepaar Raitz von Frentz bekam fünf Töchter und einen Sohn.
Die Familie Raitz von Frentz zog 1967 aus dem Schloss aus und bezog einen Neubau in der Nachbarschaft. Die Schlossanlage wurde sukzessive neu vermietet, unter anderem an verschiedene Künstler. Eine Besichtigung der Anlage ist nur von außen möglich. Lediglich an zwei Wochenenden im Mai und September, an denen Konzerte auf Haus Stapel stattfinden, können vor Konzertbeginn Innenhof, Garten, Park, Treppenhaus und Festsaal besichtigt werden.

## Haus Stapel und der Erbmännerstreit
Freiherr Johann Ludwig von Kerckerinck zu Stapel (1671–1750) war einer der eifrigsten Verfechter des durch seine lange Prozessdauer von mehr als zwei Jahrhunderten berühmt gewordenen „Münsterschen Erbmännerstreits“. Nach dem juristischen Sieg der Erbmänner über das münstersche Domkapitel ließ der Freiherr den oben genannten prächtigen Torturm erbauen. Die Prozessakten und Tagebücher aus damaliger Zeit sind heute teilweise noch im Archiv von Haus Stapel vorhanden.

## Haus Stapel im Film
- Bauer Seesing und Herr Baron. Ein Porträt zweier Nachbarn. LWL-Medienzentrum für Westfalen 2008, ISBN 978-3-939974-00-0.

Der Film von Angelika Schlüter und Julian Isfort erzählt die Geschichte der Nachbarn Heinz Seesing und Hermann-Josef Freiherr Raitz von Frentz. Die beiden leben wenige hundert Meter voneinander entfernt bei Haus Stapel. Vor der Kulisse des Wasserschlosses berichten sie von ihrem Leben, aber auch von der Geschichte des Schlosses und seiner Bewohner.
- Haus Stapel diente als Kulisse zu den Filmen Das Gelübde und Die geliebten Schwestern des Regisseurs Dominik Graf.[13]

## Konzerte auf Haus Stapel

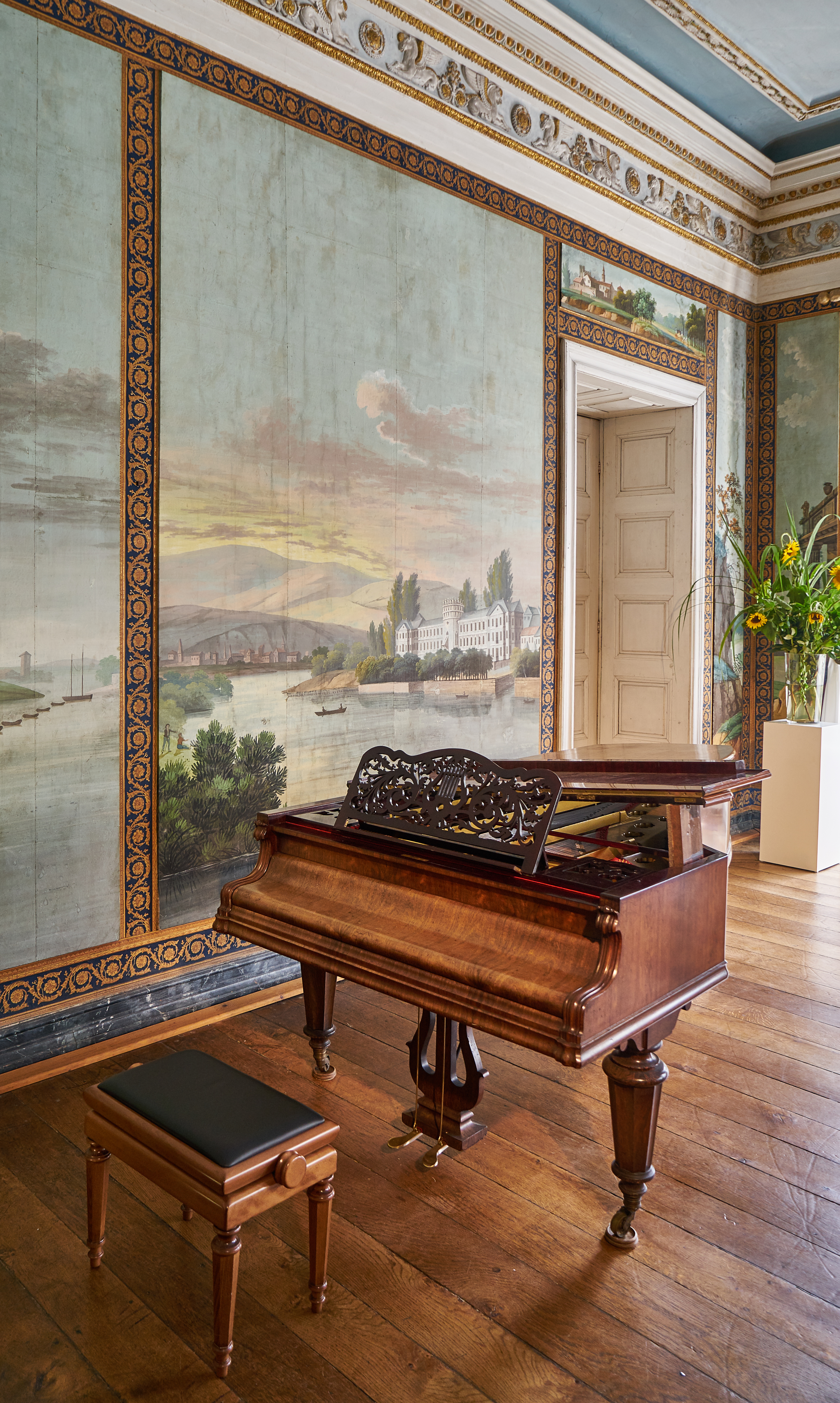
Flügel der münsterschen Firma Gebrüder Knake im Festsaal mit historischen Wandtapeten

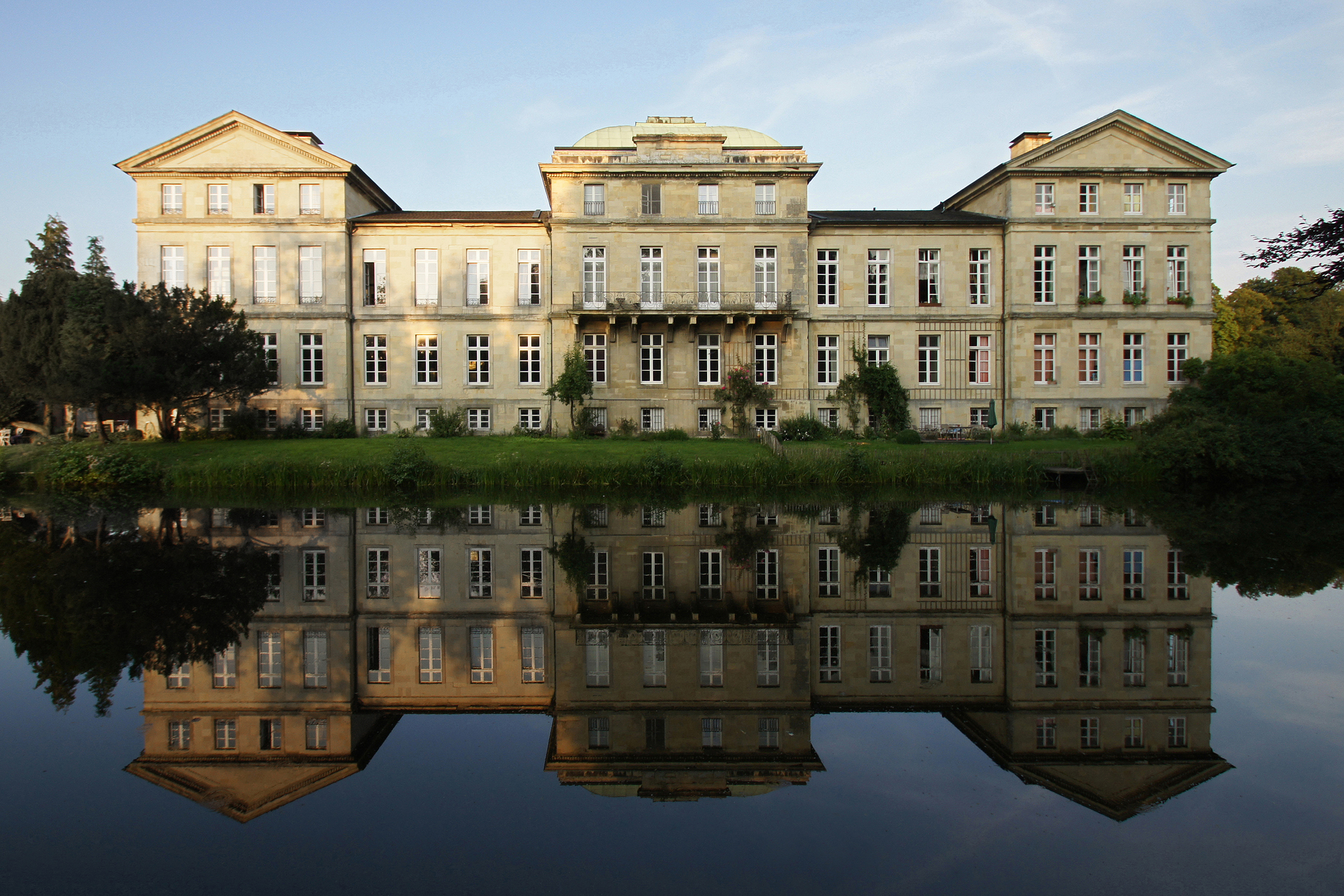
Schlossrückseite mit Festsaalbalkon

Seit 2011 finden zweimal im Jahr jeweils samstags und sonntags im historischen Festsaal romantische Liederabende statt. Als Protagonistin und künstlerische Leiterin hat Familie Raitz von Frentz die Sopranistin Heike Hallaschka verpflichtet. Sie wird begleitet vom Pianisten Clemens Rave, der einmal im Jahr zusätzlich einen Klavierabend bei Kerzenschein auf dem seit 140 Jahren im Festsaal stehenden und 2012 restaurierten Knakeflügel von 1873 gibt. Jedes Konzert wird mit einem von der Dichterin Annette von Droste-Hülshoff komponierten Lied eingeleitet. Seit 2020 finden im Schloss-Innenhof auch Open-Air-Picknick-Konzerte statt.

## Einzelnachweise

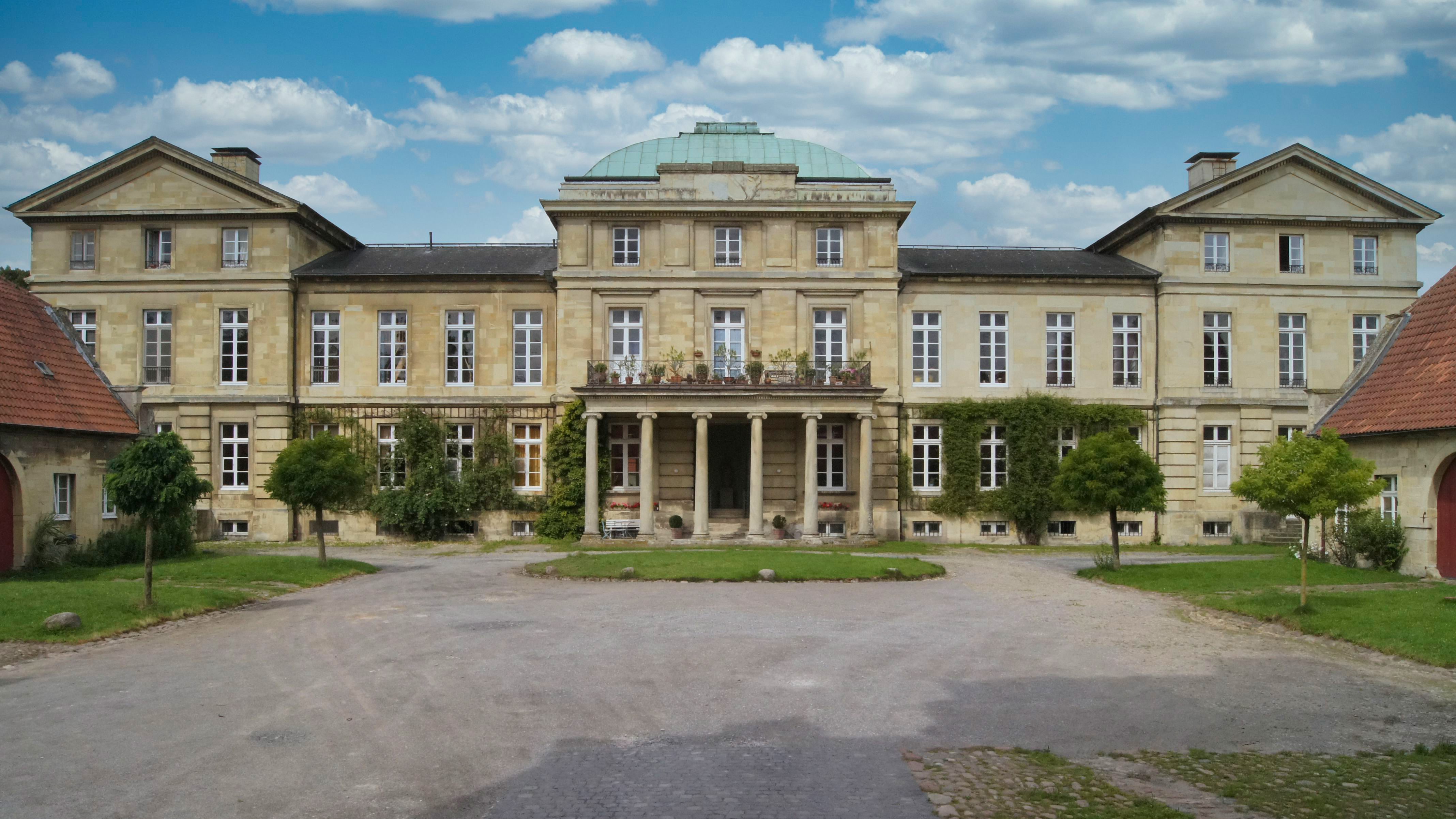
Im Schloss-Innenhof finden Open-Air-Picknick-Konzerte statt.